# Mistrzostwa Europy w Zapasach 1921
5. Mistrzostwa Europy w zapasach odbywały się w 1921 roku w Offenbach am Main w Niemczech.

## Medaliści
| Konkurencja: | Złoto           | Srebro           | Brąz             |
| ------------ | --------------- | ---------------- | ---------------- |
| -60 kg       | Georg Andersen  | Herman Brodbeck  | Georg Gerstäcker |
| -67,5 kg     | Fritz Eichblatt | Heinrich Stiefel | Otto Ulrich      |
| -75 kg       | Heinrich Ketzer | Philipp Hess     | -                |
| -82,5 kg     | Wilhelm Knöpfle | Fritz Kärcher    | Max Dreifuss     |
| +82 kg       | Karl Döppel     | Adolf Kurz       | Hans Köstner     |

## Tabela medalowa
| Lp. | Państwo | Złoto | Srebro | Brąz |
| --- | ------- | ----- | ------ | ---- |
| 1   | Niemcy  | 5     | 5      | 5    |